# Kromdravit
Kromdravit se javlja u prirodi kao mali igličasti kristali zelene boje. Zbog svoje rijetkosti izložen je na brojnim izložbama minerala diljem cijelog svijeta.

## Ležišta i nalazišta
Jedino poznato nalazište Kromdravita je Kareiya u Rusiji.

## Vanjske povezice
- alminerals.com - Minerali, Kamenje i Dragulji  Arhivirana inačica izvorne stranice od 12. siječnja 2011. (Wayback Machine) (engl.)